# Агафоклея (дочь Агафокла)
Агафоклея (др.-греч. Ἀγαθόκλεια; ок. 247 до н. э./середина 230-х годов до н. э. — 203/202) — фаворитка египетского фараона Птолемея IV Филопатора, правившего в 221—205 гг. до н. э., а также сестра приближённого к Птолемею IV Агафоклу. Через свою отцовскую линию она была дальней родственницей династии Птолемеев.

## Биография
Агафоклея была одной из дочерей, родившихся у Энанты от её первого мужа Агафокла. Её бабушкой по отцовской линии была Феоксена, происходившая из Сиракуз и мать которой, также носившая имя Феоксена, была сводной сестрой по матери египетского фараона Птолемея II Филадельфа, правившего с 283 по 246 год до н. э. Полибий утверждал, что у Агафоклеи были родственники, служившие династии Птолемеев: Никон (наварх при Птолемее IV), Филон и Филаммон, назначенный её братом ливиархом Кирены.
Агафоклея могла быть владелицей судна для перевозки зерна. Агафоклея и её брат, имевшие почти неограниченное влияние на фараона, были представлены ему своей честолюбивой матерью. Полибий писал, что Агафоклея настаивала на том, чтобы у сына Птолемея IV была кормилица. Несмотря на то, что Птолемей IV женился на своей сестре Арсиное III в 220 году до н. э., Агафоклея продолжала оставаться его фавориткой. В конце 210 года до н. э. Агафоклея, возможно, родила сына от своей связи с Птолемеем IV, который, вероятно, умер вскоре после своего рождения.
После смерти Птолемея IV в 205 году Агафоклея и её сторонники держали это событие в тайне, чтобы иметь возможность разграбить царскую казну. Они также организовали заговор с Сосибием, направленный на то, чтобы посадить Агафокла на трон или, по крайней мере, сделать его регентом нового царя-мальчика, Птолемея V Эпифана. При поддержке Сосибия они убили Арсиною III, после чего Агафокл стал опекуном молодого царя Птолемея V.
В 202 или 203 году египтяне и греки Александрии, раздражённые произволом Агафокла, восстали против него, стратег Тлеполем встал во главе восставших. Ночью они окружили дворец и ворвались внутрь. Агафокл и его сестра молили о пощаде, но тщетно: Агафокл был убит своими сообщниками, чтобы избежать ещё более жестокой участи. Агафоклею с сёстрами и Энанфой, укрывшихся в храме, выволокли наружу и без одежды выставили на обозрение толпы, которая буквально разорвала их на куски. Все их родственники и те, кто был причастен к убийству Арсинои III, также были преданы смерти.
Была ещё одна Агафоклея, дочь человека по имени Аристомен, бывшего по рождению акарнанцем, которая достигла большой власти в Египте.